# Siri-açu
Callinectes danae é uma espécie de siri conhecido popularmente como siri-açú. Este animal apresenta um escudo cinza e suas garras são brancas com marcas azuis em suas pontas, tendo a parte superior vermelha.
É adaptável a variações de salinidade da água, desde mangue e estuários até mar aberto, também adaptando-se a profundidades, chegando a viver em superfícies e em uma profundidade de até 75 metros.
O siri-açú atua tanto como espécie limpadora, que se alimenta de seres
em putrefação, como predadora, pois é um caçador caçadora voraz, quase que exclusivamente carnívoro. Do outro lado da cadeia alimentar, serve como recurso alimentar de outros organismos aquáticos, aves litorâneas e, principalmente, do homem.

## Classificação
Descrito por Smith em 1869, C. danae é um crustáceo decápode, da infraordem brachyura, a qual engloba os caranguejos e os siris.